# Karłówek
Karłówek (także Mały Karłów) (niem. Klein Karlsberg, Leierdörfel, czes. Malý Karlov, Lajdorf) – wyludniona wieś położona w Górach Stołowych na północny wschód od Szczelińca Wielkiego między drogą łączącą Karłów i Pasterkę a Drogą nad Urwiskiem w gminie Radków, powiat kłodzki, województwo dolnośląskie. W latach 1975–1998 pustkowie to należało do województwa wałbrzyskiego.

## Historia
Wieś powstała jako kolonia Karłowa ok. 1747 r. w okresie kolonizacji fryderycjańskiej (1742-1786) Fryderyka II. Była to niewielka osada tkaczy, na początku XX w. liczyła zaledwie kilka domów. Domy w pobliżu cieków Pośny leżały na katastrze Karłowa, od lewego brzegu Koźlego Potoku zaczynały się grunta Pasterki, toteż Leierdorfel stanowił jej przysiółek. Osada zyskała na znaczeniu wraz z rozwojem turystyki, zwłaszcza po otwarciu szlaku z Radkowa przez Wodospady Pośny do Karłowa, tzw. Przyjacielska ścieżka (niem. Leiersteg, Leiersteige). Na początku XX w. we przysiółku istniała tu letnia restauracja „Zur Erholung” należąca do rodziny Schneider, a w pobliżu wodospadu gospoda „Carls Rast”, której właściciel Heinz Pokora obsługiwał kaskady na Pośnie. Gospoda z tarasem obok wodospadu była bardzo popularnym obiektem w Górach Stołowych.
Karłówek nigdy nie był znaczną i ludną miejscowością. Z uwagi na niekorzystne warunki klimatyczne wieś nie posiadała nigdy znaczącej liczby mieszkańców – zanotowane dla 1933 maksimum wynosiło 49 osób. Po zakończeniu wojny w 1945 włączono ją w granice Polski. Dotychczasowi mieszkańcy zostali wysiedleni do Niemiec, a ich gospodarstwa zostały opuszczone i opanowane przez roślinność.

## Turystyka
Miejsce przecięcia się dwóch szlaków:
- Radków – Pasterka – przełęcz pod Szczelińcem Wielkim – Karłów – Skalne Grzyby – Batorów – Złotno – Duszniki-Zdrój
- przełęcz pod Szczelińcem Wielkim – Skalne Wrota – Radków

Poniżej rejonu dawnej wsi znajdują się Wodospady Pośny.